# 死せる雄鶏 (メツーの絵画)
『死せる雄鶏』（しせるおんどり、西: Gallo muerto、英: Dead Cockerel）は、17世紀オランダ黄金時代の画家ハブリエル・メツーが1659-1660年ごろ、板上に油彩で制作した絵画で、画家の現存するわずかな静物画のうちの1点である。スペイン王室のコレクションに由来し、現在、マドリードのプラド美術館に所蔵されている。

## 作品
この作品は、片足から吊り下げられた野鳥を表すヤン・バプティスト・ウェーニクスやエリアス・フォンクらの静物画を拠り所としている。少ない色彩で簡素に描かれた机、部屋とは対照的に、雄鶏の白い羽毛は豊かなグラデーションを見せている。光は見えない左側の光源から差し込み、鶏の身体を照らすことで、それを周囲の薄闇を明るみに出す白色と赤色のフラッシュに変貌させる。
メツーは羽毛の柔らかさを驚くほど自然に表現し、彼の質感を再現する能力の高さを披露している。縄で片足を縛られ、吊り下げられた死せる雄鶏のイメージからは、ほとんど宗教的ともいえる荘厳さが感じられる。すなわち、犠牲の含意と喪失感、そして目を引く鮮烈な赤色の色彩から、本作にはイエス・キリストの受難の寓意が込められていると考えられるかもしれない。
近年、この絵画は修復された。以前の画面は酸化した厚いニスの層に覆われていたため、空間と奥行きを感知することは不可能であった。しかし、修復の結果、鶏はいまや平板な暗色の背景の中にはなく、ある種の建築的空間 (奥にアーチが垣間見られる) 内のテーブル上で糸から吊り下げられた姿で鑑賞できる。そして、この空間は、生き生きとした黄色、茶色の色調に包まれている (プラド美術館のサイトを参照のこと)。